# Cosmorhoe insititiata
Cosmorhoe insititiata är en fjärilsart som beskrevs av Adrian Hardy Haworth 1802. Cosmorhoe insititiata ingår i släktet Cosmorhoe och familjen mätare. Inga underarter finns listade i Catalogue of Life.